# John Hatfield
John Gatenby Hatfield (* 15. August 1893 in Great Ayton; † 30. März 1965 in Middlesbrough) war ein britischer Schwimmer und Wasserballspieler.
Hatfield nahm erstmals 1912 an Olympischen Spielen teil. Über 400 m Freistil und 1500 m Freistil gewann er Silber, mit der Staffel über 4 × 200 m Freistil Bronze. Im September 1912 stellte er einen neuen Weltrekord über 400 m Freistil auf. Während des Ersten Weltkrieges diente er als Kanonier in der Royal Artillery und war in Frankreich stationiert. Auch an den Olympischen Spielen 1920, 1924 und 1928 nahm er teil – jeweils in den Wettbewerben über 400 m und 1500 m Freistil. 1920 scheiterte er in der Vorrunde, 1924 wurde er über die kürzere Distanz Fünfter, über die längere Vierter. Im Jahr 1928 erreichte er über 400 m Freistil das Halbfinale, trat dort aber nicht mehr an, über 1500 m Freistil trat er bereits zur Vorrunde kurzfristig nicht an. Zusätzlich nahm er in diesem Jahr noch im Team des Vereinigten Königreiches am Wasserballturnier teil. Dort erreichten die Briten Platz vier. Im Anschluss an seine vierten Olympischen Spiele war er Teilnehmer der British Empire Games 1930.
Der Brite war Inhaber eines Sportgeschäfts. 1984 wurde Hatfield in die International Swimming Hall of Fame aufgenommen.